# Koopmans Koninklijke Meelfabrieken

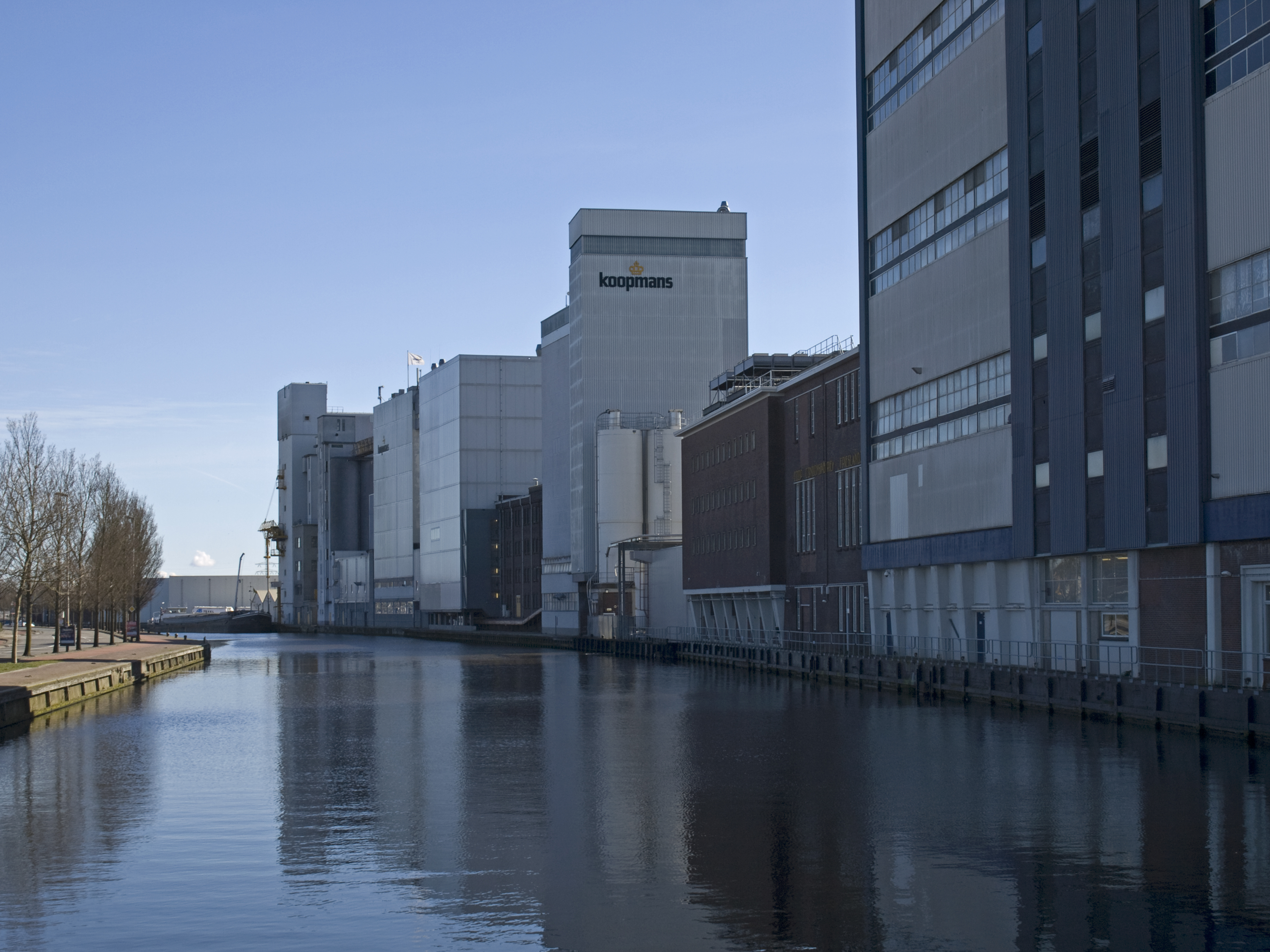
Koopmans Koninklijke Meelfabrieken (links)

Koopmans Koninklijke Meelfabrieken is een meelfabriek te Leeuwarden waarvan de geschiedenis teruggaat tot 1846.

## Geschiedenis
In 1846 besloot Uilke Klazes Koopmans, die bakkersgezel bij zijn vader was, om zelfstandig te beginnen, mede gezien zijn aanstaande huwelijk met Trijntje Jans Bierma. Hij kocht een rosmolen in Holwerd om daarmee boekweit te builen en te malen. Dit gewas werd veel verbouwd in Friesland en ook veel toegepast in pannenkoeken en gruttenbrij. Wegens de gelijkmatige tred van paarden waren rosmolens voor dit werk zeer geschikt. In 1856 trachtte hij ook tarwe te malen, maar hiervoor bleek zijn molen niet geschikt.
De productie nam toe, dus de boekweit moest van buiten Friesland worden aangevoerd. Grotere schepen konden Holwerd echter niet bereiken en de grondstof moest worden overgeslagen. Dit was de reden waarom Uilke zich te Leeuwarden vestigde. Van nu af aan werd ook graan geïmporteerd vanuit Amerika en de Baltische staten. In 1867 werd de Stoommeelfabriek van Hein Blok Wybrandi, koopman te Leeuwarden, overgenomen. De stoommachine, met een vermogen van 2 pk (1,5 kW), bleek echter ontoereikend en moest worden vervangen.
In 1881 werd het bedrijf door zoon Jan Koopmans overgenomen.
De volgende generatie bestond uit de drie broers Uco, Daan en Jo Koopmans. Het bedrijf ging diversificeren en er kwam ook een consumentendivisie die onder meer pannenkoekmixen leverde. Dit bedrijfsonderdeel werd echter in 2000 verkocht aan Dr. August Oetker KG.

## Heden
Tot 2019 bestond het bedrijf uit drie werkmaatschappijen:
- Koopmans Meel, meel en bloem
- Koopmans Foodcoatings, paneermeel en dergelijke
- Koopmans Ingredients,

In 2019 heeft het bedrijf de drie business units onder één noemer gebracht: Royal Koopmans.
In 2018 had het bedrijf ongeveer 125 medewerkers.
Royal Koopmans is nog steeds een familiebedrijf.